# رلی (داکوتای شمالی)
رلی(به انگلیسی: Raleigh) شهری در ایالت داکوتای شمالی کشور ایالات متحده آمریکا است که جمعیت آن در سرشماری سال ۲۰۱۰ میلادی، ۱۲ نفر بوده‌است.